# 프리드리히 프란츠 4세
프리드리히 프란츠 4세(Frederick Francis IV, 1882년 4월 9일 ~ 1945년 11월 17일)는 메클렌부르크슈베린의 마지막 대공이자 메클렌부르크슈트렐리츠의 섭정이었다. 그는 1897년 15세 때 왕위를 물려받았고 1918년에 왕위를 포기해야 했다.